# ベルナルディーナ (小惑星)
ベルナルディーナ (629 Bernardina) は小惑星帯に位置する小惑星である。ハイデルベルクでアウグスト・コプフによって発見された。名前の由来は不明。